# Лејк оф Вудс (Вирџинија)
Лејк оф Вудс (енгл. Lake of the Woods) насељено је место без административног статуса у америчкој савезној држави Вирџинија.

## Демографија
По попису из 2010. године број становника је 7.177.
| Група             | 2000.    | 2010.         |
| Белци             | 0 (0,0%) | 6.271 (87,4%) |
| Афроамериканци    | 0 (0,0%) | 375 (5,2%)    |
| Азијати           | 0 (0,0%) | 82 (1,1%)     |
| Хиспаноамериканци | 0 (0,0%) | 253 (3,5%)    |
| Укупно            | 0        | 7.177         |